# Šmejdi
Šmejdi je dokumentární film Silvie Dymákové. Film zachycuje skrytou kamerou manipulaci a další praktiky prodeje na výjezdových předváděcích akcích pro seniory.
Autorkami scénáře filmu jsou Silvie Dymáková a psycholožka Romana Mazalová. Film vznikal ve vlastní produkci režisérky. Ve filmu vystoupí také šéf Pražského kulinářského institutu Roman Vaněk, člen České obchodní inspekce apod.
Film byl poprvé uveden v dubnu 2013 na festivalu Jeden svět a v roce 2013 ho v českých kinech vidělo 34 261 diváků (byl nejnavštěvovanějším českým dokumentem).

## Výroba
Autorky filmu jezdily několik měsíců se skrytými kamerami po předváděcích akcích ve východních Čechách (Dymáková) a na Moravě (Mazalová). Dymáková doprovázela svoji babičku a další seniory v takovém oblečení, aby vypadala jako zástupce sociálně slabší vrstvy. Ve svém normálním oblečení nebyla na předváděcí akce vpuštěna. Dymáková se zúčastnila předváděcích akcí např. v Dlouhé Vsi, v Provodově a v Borovnici. Říká, že jsou záměrně vybírány malé vesnice, protože je odtud špatné spojení a lidem pak mohou prodejci vyhrožovat, že je nepustí zpět do autobusu.

## Recenze
- František Fuka, FFFilm 7. leden 2020
- Mirka Spáčilová, iDNES.cz 7. leden 2020
- Jan Gregor, Aktuálně.cz 7. leden 2020
- Daniel Zeman, MovieZone.cz 7. leden 2020
- Martin Pomothy, ČSFD 7. leden 2020